# Shadow the Hedgehog
Shadow the Hedgehog (シャドウ・ザ・ヘッジホッグ Shadō za Hejjihoggu?) är ett spel i Sonic-serien. Spelet släpptes i november 2005. I spelet ska man styra Shadow the Hedgehog.

## Figuren
Shadow the Hedgehog var skapad av Gerald Robotnik och Black Doom, den ene Dr. Eggmans farfar och den andre ledaren över Black Arms. Maria Robotnik, som är Geralds barnbarn, var tvungen att skicka Shadow till jorden, för annars skulle militären få tag på honom och förstöra honom. Marias sista ord (innan hon dog) var att Shadow skulle bringa fred och inte krig. 50 år senare hittar Eggman Shadow i sin kapsel och väcker honom.
Shadow ser ut att dö i slutet av Sonic Adventure 2. Under Sonic Heroes hittar Rouge en kapsel i Eggmans bas som Shadow ligger i och han återuppväcks än en gång. Shadow the Hedgehog är en historia som utspelar sig efter Sonic Heroes och handlar om att Shadow ska finna sin sanna identitet.